# Andrew Glassell
Andrew Glassell Jr. (30 septembre 1827 - 28 janvier 1901) est un avocat et investisseur immobilier américain. Il est l'un des fondateurs de la ville d'Orange, en Californie.

## Origines
Glassell est né dans le comté d'Orange, en Virginie. Il est le fils d'Andrew Glassell (1793–1873) et Susanna Thornton (1804–1836). En 1834, sa famille déménage à Greensboro, en Alabama, où son père se lance dans la plantation de coton. Andrew fait ses études à la faculté de droit de l'Université d'Alabama, dont il sort diplômé en 1848.

## Carrière
En 1853, Glassell déménage à San Francisco et ouvre un cabinet d'avocat. Sa nomination au poste de procureur des États-Unis à Sacramento, en Californie, suit peu de temps après. Pendant la guerre civile, ses sympathies vont au Sud et il refuse de prêter le serment de loyauté aux États-Unis exigé des avocats. Il quitte sa fonction, abandonne la pratique du droit et exploite une scierie près de Santa Cruz.

## Cabinet juridique à Los Angeles
Après la guerre, Glassell arrive à Los Angeles en 1865. Il forme un partenariat avec Alfred Chapman et le colonel George H. Smith ; la société prend le nom de Glassell, Chapman & Smith. Leur pratique juridique se limite essentiellement aux transactions immobilières et ils font fortune en s'impliquant dans les grands procès de partition. À son arrivée en Californie, Glassell avait travaillé avec la Commission foncière fédérale qui avait examiné toutes les anciennes concessions de ranchs mexicains. Il connaissait donc très bien le droit foncier. Chapman était l'homme d'affaires de l'entreprise. Ils étaient rémunérés en terres, et presque tous les décrets finaux de partage attribuaient des superficies de terres substancielles à Glassell et Chapman. Glassell est impliqué dans le procès connu sous le nom de La Grande Partition de 1871 intenté contre la propriété de Rancho San Rafael (en) dans l'est de la vallée de San Fernando et les montagnes Verdugo. La section qui lui fut attribuée ainsi qu'à Chapman devint plus tard la communauté de Glassell Park, à Los Angeles. En 1875, Andrew Glassell achète Rancho Tujunga, le rancho adjacent au nord de la vallée, à Agustin Olvera .
Andrew Glassell est l'un des fondateurs et l'avocat de la Farmers and Merchants' Bank et le premier président du barreau du comté de Los Angeles en 1878-1880. Il procède à incorporation de la « Los Angeles and San Pedro Railroad » et joue un rôle important dans sa gestion jusqu'à son absorption par la Southern Pacific Railroad. Lors de ce transfert, il devient conseiller juridique en chef de la compagnie de chemin de fer SP en Californie du Sud et reste à ce poste jusqu'à sa retraite en 1883.

## Orange, Californie
Glassell, Chapman & Smith s'occupe des intérêts de la famille Yorba du Rancho Santiago de Santa Ana. Lorsqu'un règlement final est conclu à la suite d'une sécheresse, il s'avère que les fonds disponibles sont insuffisants pour payer les honoraires d'avocat. À contrecœur, quelques milliers d'acres de terres sont pris en paiement, et Chapman et Glassell prennent possession du terrain sur lequel la ville d' Orange, en Californie, sera construite.
En 1872, la parcelle Richland Farm (plus tard Orange) est mise sur le marché par Andrew Glassell. Glassell et Chapman emploient à l'occasion le frère cadet du premier, le capitaine William T. Glassell pour tracer le site de la ville. Le capitaine Glassell arpente une section de terre pour son frère et Chapman en 1871. Il divise le terrain en 60 lots de 10 acres (4 ha) chacun entourant un site de 40 acres (16 ha) pour la ville qu'il a appelée Richland d'après le nom de la plantation de son père. Il sert aussi d'agent commercial pour la propriété.  En 1873, on découvrit au moment de la mise en place d'un bureau de poste, qu'une ville dans le comté de Sacramento portait déjà le nom de Richland. En guise d'alternative, le nom d'Orange a été choisi en l'honneur du comté d'origine d'Andrew Glassell
.

## Vie personnelle
Susan Thornton Glassell, la sœur d'Andrew Glassell et grand-mère paternelle du général George Patton, est venue vivre avec lui à Los Angeles.
En 1857, Andrew Glassell épouse Lucy Toland (1838 - 1879), fille de HH Toland, un médecin pionnier de San Francisco. Plusieurs enfants naissent de cette union. Après sa mort, il épouse Mme Virginia Micou Ring (1836–1895) de la Nouvelle-Orléans en 1885. Glassell est décédé à son domicile de Los Angeles à l'âge de 73 ans et est enterré au cimetière Angelus-Rosedale dans le centre de Los Angeles.

### Postérité
Le quartier de Glassell Park à Los Angeles, et Glassell Street dans le comté d'Orange, en Californie, portent son nom.